# Diego Muñoz-Torrero y Ramírez Moyano
Diego Muñoz-Torrero y Ramírez Moyano (Cabeza del Buey, Província de Badajoz, 21 de gener de 1761 - Oeiras e São Julião da Barra, Portugal, 16 de març de 1829) fou un sacerdot, catedràtic i polític espanyol. És considerat com un dels pares de la Constitució de Cadis de 1812, on defengué la sobirania nacional, la llibertat d'impremta i la supressió de la Inquisició.

## Trajectòria acadèmica
Era fill de Diego Antonio Muñoz-Torrero, farmacèutic i professor de llatí, amb qui va estudiar fins al seu trasllat a la Universitat de Salamanca, als 11 anys, per estudiar-hi teologia i filosofia; es va ordenar sacerdot i el 1784 fou nomenat catedràtic de Filosofia a Salamanca, formant part d'un grup de professors i alumnes que emprèn una important renovació de l'ensenyament. En 1787 va ser nomenat per unanimitat Rector de la Universitat de Salamanca.
Durant el seu exercici com a Rector, va dur a terme diverses mesures:
- la conservació de la col·lecció d'herbes existent a la Universitat;
- increment dels fons existents a la Biblioteca Universitària;
- solucionar els conflictes existents entre les Facultats de Medicina i Arts d'una banda, i les de Teologia i Jurisprudència per un altre;
- creació del Col·legi de Filosofia;

També es va preocupar per la reforma dels mètodes d'ensenyament i pel canvi de plans d'estudi, pràctiques acadèmiques i llibres de textos.

## Trajectòria política
Traslladat a Madrid per opositar a una capellania, el Marquès de Villafranca del Bierzo li concedí una canongia. A partir d'aquest moment hi ha més notícies sobre la vida de Muñoz-Torrero, corrent ja l'any de 1808; va romandre a la canongia fins al seu trasllat a l'Isla de León a la fi de l'estiu de 1810, com a diputat per la Província d'Extremadura a les Corts de Cadis.

### Diputat a Corts

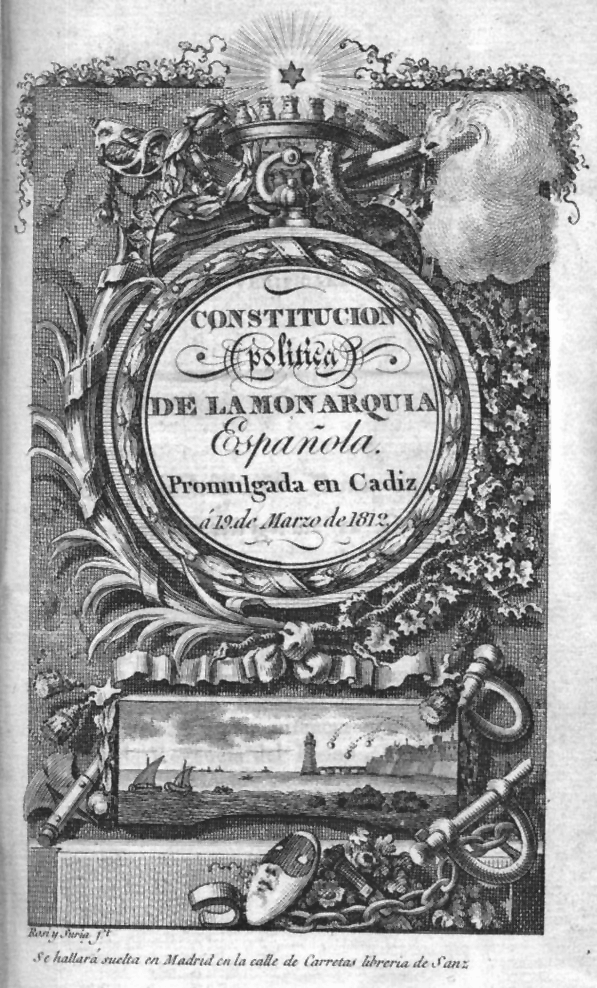
Edició original de la Constitució de 1812.

Quan començà la revolta contra Josep Bonaparte el 1808, és nomenat membre de la Junta d'Extremadura, i enviat posteriorment a Cadis com a diputat a les Corts de Cadis per la regió extremenya en la legislatura 1810-1813.
El 24 de setembre de 1810, en la jornada inaugural de les Corts, fou el primer diputat a intervenir fent diverses proposicions revolucionàries de tipus liberal:
- La sobirania de la nació resideix al poble,
- Separació de poders,
- Abolició de la Inquisició espanyola,
- Llibertat de premsa,
- Inviolabilitat dels diputats.

I aconseguint l'aprovació de dos decrets fonamentals:
- Sobre la llibertat d'impremta, en contra de la postura de l'Inquisidor Riesco, amb opinions com que la censura prèvia és l'últim agafador de la tirania.
- Sobre la sobirania nacional: Juntament amb Manuel Luján, també diputat per Extremadura, Muñoz Torrero va presentar un text d'onze punts que recollia detingudament la iniciativa: la legitimitat dels diputats com a representants de la nació, de les seves Corts, el reconeixement de Ferran VII com a rei, la nul·litat de la cessió de la corona en favor de Napoleó, la divisió de poders, la inviolabilitat dels diputats i el jurament de la regència de totes aquestes declaracions.[2]

El 2 de març de 1811, per 78 vots, va ser nomenat president de la comissió redactora de la Constitució, juntament amb Agustín Argüelles Álvarez i Evaristo Pérez de Castro, i va ser una de les figures més destacades en la redacció d'aquesta primera Constitució liberal que va tenir Espanya, aprovada el 19 de març de 1812 i dita per això "La Pepa".
Com a anècdota, la bandera de les Corts, de tafetà amb dues faixes vermelles i una groga intermèdia, totes d'igual amplària, va ser regal de Muñoz-Torrero, bandera que més tard va ser utilitzada per la Milícia Nacional a partir de 1820.

### Restauració absolutista
A principis de 1814, després de la batalla dels Arapiles i l'abandó de Josep I, Ferran VII signava amb Napoleó el tractat de Valençay l'11 de novembre de 1813, aconseguint la corona a la qual havia renunciat a Baiona a canvi de la neutralitat espanyola en les guerres de França.
Al seu retorn, al març de 1814, i malgrat que en el tractat es comprometia al perdó dels afrancesats, en comptes de prestar jurament a la Constitució, Ferran dona un cop d'estat amb ajuda del General Elío, dissol les Corts el 10 de maig i declara nul·les totes les disposicions preses, perseguint i empresonant als qui hi van participar. Per liberal, Muñoz-Torrero va ser detingut, i per la seva condició de sacerdot va ser tancat al monestir de San Francisco a Padrón (La Corunya), on hi va romandre sis anys.

### Trienni Liberal
En 1820, el general Riego encapçala una revolta de les tropes reclutades per anar a Amèrica, que, encara que inicialment fracassa, obliga al rei a jurar la Constitució, donant començament al trienni liberal.
Muñoz-Torrero és elegit diputat per Extremadura, i les Corts el nomenen President de la seva Diputació permanent, càrrec des del qual aconsegueix suprimir la Inquisició de forma definitiva. El Govern el nomena bisbe de Guadix (doncs seguia vigent el dret de presentació de bisbes), però el Papa no confirma aquest nomenament, aparentment pels informes de l'exinquisidor granadí Verdejo, que era canonge de Guadix i aferrissat absolutista.

### Persecució i mort
En 1823, els Cent Mil Fills de Sant Lluís enviats per la Santa Aliança retornen a Ferran VII les seves prerrogatives absolutistes l'1 d'octubre, i comença la Dècada Ominosa. Muñoz-Torrero fuig a Portugal, on també és perseguit per les seves idees liberals. Fet presoner, és tancat i torturat a Torre de Sant Julián de la Barr, on hi romandrà fins a la seva mort el 16 de març de 1829.
El seu cos va ser traslladat a Madrid, al Panteó d'Homes Il·lustres i col·locat en el mausoleu conjunt, una cripta construïda en 1857 sota una estàtua que representa la Llibertat, i on es troben els cossos d'Agustín Argüelles Álvarez, José María Calatrava, Juan Álvarez Mendizábal, Diego Muñoz-Torrero, Francisco Martínez de la Rosa i Salustiano de Olózaga Almandoz.